# أماجور التركي

خريطة بلاد الشام

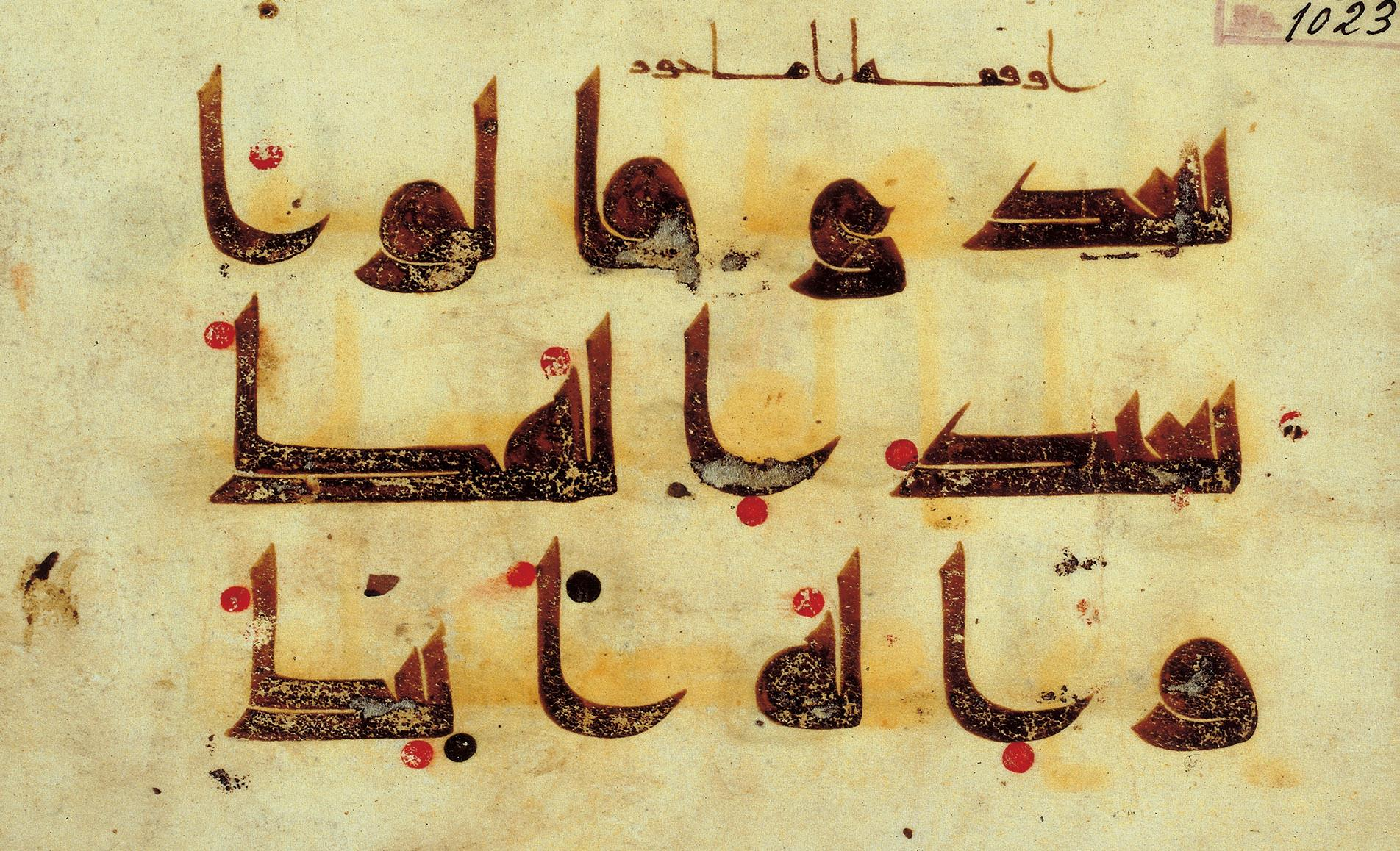
صفحة من مخطوطة القرآن التي وهبها أماجور إلى مسجد صور سنة 876. متحف الفنون التركية والإسلامية

أماجور التركي (المعروف أيضًا باسم ماجور وأناجور وماجورا كان ضابطًا عسكريًا تركيًا في الخلافة العباسية. شغل منصب والي دمشق في عهد خلافة المعتمد من 870 حتى وفاته سنة 878.

## الحياة المهنية
لا يُعرف سوى القليل عن أماجور خارج ولايته لدمشق. من الممكن أن يكون على صلة قرابة بعائلة بني أماجور [الإنجليزية] اللاحقة من علماء الفلك، لكن هذا غير معروف على وجه اليقين. حصل على تعيينه في وقت قريب من انضمام المعتمد وتم إرساله إلى بلاد الشام مع فرقة مكونة من عدة مئات من الجنود الأتراك. واجه في البداية صعوبة في ترسيخ سلطته داخل المحافظة، بسبب وجود المتمرد عيسى بن الشيخ، واضطر إلى قتال الأخير في محيط دمشق. على الرغم من وجود قوة أصغر بكثير، فاز أماجور بالاشتباك، وهزم جيش عيسى وقتل ابنه منصور. بعد فترة وجيزة من المعركة، هجر عيسى سوريا إلى أرمينيا، وبذلك حصل على منصب حاكم أماجور.
على مدى السنوات العديدة التالية، أدار أماجور المقاطعة بيد حازمة. حافظ على حالة النظام، وأمن الطرق وقمع قطاع الطرق، كما شارك في بناء الأشغال العامة. ومع ذلك، في الوقت نفسه، تم وضع نظام ضريبي جائر خلال فترة ولايته، وأدت فترة التضخم الكبير إلى زيادة عامة في الفقر. في سنة 876 قدم القرآن لمسجد في صور ووقفه. لا تزال عدة صحف من هذا العمل موجودة.
في سنة 877 قرر الوصي العباسي الموفق تعيين أماجور على مصر، حيث كان حاكمها أحمد بن طولون يظهر عليه علامات الاستقلال. على الرغم من أن أماجور كان مترددًا إلى حد ما بشأن الخطة، فقد تم إرسال الجنرال موسى بن بغا لتنفيذ القرار وتثبيته في المحافظة. لكن الحملة توقفت في الرقة وانتهت عندما ثارت قوات موسى عليه، مما أجبره على العودة إلى العراق؛ ونتيجة لذلك ظل ابن طولون مسيطراً على مصر.
توفي أماجور في سنة 878. وقد خلفه لفترة وجيزة ابنه الصغير علي في منصب الحاكم. لكن في نفس العام، قرر ابن طولون استغلال وفاته وسار إلى سوريا، وضم المحافظة إلى مناطقه.